# Transpiracja kutykularna
Transpiracja kutykularna – transpiracja, która zachodzi poprzez zewnętrzną powierzchnię liścia, dodatkowo pokrytego tłuszczową warstwą ochronną kutykulą. W większości przypadków ma niewielki udział w ogólnej transpiracji.
Kutykula nie jest szczelna lecz umożliwia parowanie wody za sprawą imbibicji. Ilość przepuszczanej wody zależy od:
- wieku rośliny – starsze rośliny mają grubszą kutykulę, a więc mniejszą transpirację kutykularną,
- środowiska życia rośliny – im bardziej wilgotne środowisko tym cieńsza kutykula, a więc większy udział transpiracji kutykularnej.